# Marko Stabej
Marko Stabej, slovenski jezikoslovec in pedagog, * 11. junij 1965, Ljubljana.
Predava na Oddelku za slovenistiko Filozofske fakultete Univerze v Ljubljani. 
Kot gostujoči profesor je deloval na Univerzi na Dunaju, Univerzi v Mariboru, Univerzi v Celovcu, Univerzi v Zagrebu ter na Univerzi na Primorskem.

## Življenje in delo
Leta 1990 je diplomiral iz slovenščine in primerjalne književnosti in s tem pridobil naziv profesorja slovenistike in primerjalne književnosti. Nato je leta 1994 magistriral s temo Slovenski pesniški jezik prve polovice 20. stoletja in leta 1997 doktoriral z disertacijo Slovenski pesniški jezik med Prešernom in moderno ter s tem pridobil naziv doktorja znanosti.
Raziskovalno se ukvarja s sodobno in zgodovinsko sociolingvistiko, besediloslovjem, jezikoslovno stilistiko in s korpusnim jezikoslovjem. 
Bil je sourednik referenčnega korpusa slovenskega jezika FIDA (1998–2000).
Vodja projekta Sporazumevalni prag za slovenščino (2000–2003, knjižna oblika 2004), aplikativnega raziskovalnega projekta Jezikovni viri za slovenščino (2003-2005) in projekta Slovensko korpusno omrežje (2004-2006).
Kot predstavnik Univerze v Ljubljani je sodeloval v projektu Dylan znotraj 6. okvirnega programa EU (2006-2011), ki se je ukvarjal s ključnimi vidiki večjezičnosti v EU. 
Od 2009 do 2011 je bil član nacionalne skupine za pripravo bele knjige na področju šolstva.
Pogosto o slovenščini in jeziku na sploh razmišlja tudi na glas: v javnosti je bil recimo zelo odmeven Jutranji jezikovni servis na programu Prvega Radia Slovenije. Na radiu je ustvarjal dobrih šest let, vsako drugo sredo v mesecu. Poslušalce je seznanjal s slovensko slovnično realnostjo in drugimi vprašanji ter težavami na področju slovnice. 
Glavni predmet njegovega raziskovanja so družbene razsežnosti jezika v preteklosti in danes.
Svoje znanstvene in strokovne razprave o tem je zbral v knjigi V družbi z jezikom (Trojina, 2010). 
Velik dosežek pa je bila njegova druga knjiga z naslovom Naj gre za jezik. V njej je zapisal 42 duhovitih razmislekov o jeziku. Razveselili se jih bodo vsi govorci slovenščine, še posebej pa strokovnjaki, ki o jeziku razmišljajo vsak dan – pisci, pripovedovalci, lektorji, prevajalci, učitelji, znanstveniki, novinarji in drugi.
Marko Stabej je rad v družbi z jezikom tudi umetniško: Medved Edvard je zbirka duhovitih kratkih zgodb, seveda o medvedu Edvardu (Celjska Mohorjeva družba, 2009). 
Poleg strokovnega ukvarjanja z jezikom pa ga uporablja tudi umetniško, saj piše besedila za glasbeno skupino Melanholiki.

## Pomembnejša knjižna dela
- Slovenščina kot tuji jezik (2005)
- Uvod v korpusno jezikoslovje (2005)
- V družbi z jezikom (2010)
- Korpusi usvajanja tujega jezika (2012)
- Naj gre za jezik (2017)